# La Nariz
La Nariz är en ort i Mexiko.   Den ligger i kommunen General Plutarco Elías Calles och delstaten Sonora, i den nordvästra delen av landet, 1 900 km nordväst om huvudstaden Mexico City. La Nariz ligger 504 meter över havet och antalet invånare är 224.
Terrängen runt La Nariz är platt åt sydost, men åt nordväst är den kuperad. Runt La Nariz är det mycket glesbefolkat, med 6 invånare per kvadratkilometer. La Nariz är det största samhället i trakten. Omgivningarna runt La Nariz är i huvudsak ett öppet busklandskap.